# Финский кало
Финский кало — парацыганский язык, распространённый в Финляндии и Швеции.
Финские цыгане кале прибыли в Финляндию из Шотландии, где испытали влияние кельтских и германских языков; в самой Финляндии на цыганский язык оказали влияние использовавшиеся здесь шведский, финский и русский языки, поэтому взаимопонятность с англо-цыганским и скандинавско-цыганским языками у финских кале крайне затруднена.
Общее число говорящих — около 7 тысяч человек (из которых 5,5 тысяч живут в Финляндии и 1,5 тысячи — в Швеции).